# Semnán
Semnánská provincie nebo jen Semnán (persky : استان سمنان) je provincie na severu Íránu. Administrativním centrem a zároveň největším městem je Semnán. V roce 2005 zde žilo 589 512 obyvatel.

## Geografie
Provincie má rozlohu 97 491 km². Severní část tvoří pás pohoří Alborz a má výrazně horský charakter, do jižní části zasahuje severní výběžek pouště Dašt-e Kavír a převládají zde roviny.